# Gran dodecàedre estelat
En geometria, el gran dodecàedre estelat (o gran dodecaedre estelat) és un dels quatre políedres de Kepler-Poinsot (políedres regulars no convexos), amb un símbol de Schläfli {5/2,3}. Està compost de 12 cares pentagràmiques que s'intersecten entre si, amb tres pentagrames que es troben a cada vèrtex.